# Cratère de Kalkkop

Le cratère de Kalkkop est un cratère d'impact situé sur le terrain d'une ferme à 50 km au sud-est d'Aberdeen (Cap-Oriental) en Afrique du Sud.
Son diamètre est d'environ 640 m de diamètre, et son âge est estimé à 250 000 ans (Pléistocène).